# Centaurea cuspidata
Centaurea cuspidata là một loài thực vật có hoa trong họ Cúc. Loài này được Vis. mô tả khoa học đầu tiên năm 1829.